# José Joaquín Sánchez Valdivia
José Joaquín Sánchez Valdivia, alias "Tello", (Arroyo Blanco, -hoy municipio de Jatibonico, Sancti Spíritus, Cuba-, 22 de abril de 1856 - Sancti Spíritus, Cuba, 19 de diciembre de 1939) fue un militar cubano que participó en las guerras de independencia cubanas.

## Orígenes
Fue uno de los 22 hijos de los esponsales de Don José Joaquín Sánchez Marín e Isabel María de Valdivia y Salas. Al igual que sus hermanos Serafín y Raimundo, se entrega a la causa de la independencia de Cuba, donde ocupa varias responsabilidades.

## Guerra de los Diez Años
Desde los 14 años de edad se lanza a la manigua, el mismo día en que fueron apresados su padre y hermano Plácido, en el año 1870. Por su extrema juventud, no es aceptado en las fuerzas libertadores y en algunas ocasiones fue devuelto al hogar de sus padres: no estando conforme con esto, aprovechaba cualquier oportunidad para unirse a las fuerzas de su hermano Serafín. 
Siempre fue rebelde y decidido, enseñanza que había recibido en su hogar. El 5 de septiembre de 1874 fue detenido y conducido como bandolero junto a su padre y hermanos Elías y Plácido, por lo que permanecen largos meses en prisión.
Todo esto daba lugar a que la familia viviera en contantes angustias y sobresaltos, sufriendo a la vez privaciones mayores y con el pensamiento fijo en el porvenir de la patria.
Tello se quedó definitivamente en el Ejército Libertador, en 1875 cuando el General Gómez llegó a Las Villas, en la invasión de Oriente a Occidente, hasta la paz promulgada en el Pacto de Zanjón.

## Guerra Chiquita
De aquella fragua de patriotismo cubano, salía un hombre cabal, dispuesto a enfrentarse de nuevo con las más duras pruebas, por eso no vacila en sumarse de nuevo a la partida que encabezaba el Brigadier Serafín el 9 de noviembre de 1879 al estallar la Guerra Chiquita. 
Después del fracaso de aquel intento de libertad y mientras Serafín marcha al exilio Tello y Plácido -otro de sus hermanos insurrecto- quedan en suelo cubano junto a sus padres, colaborando en la preparación de la contienda que habrá de resultar definitiva para nuestra independencia.

## Tregua Fecunda
Trabaja arduamente en la preparación de todo lo que está a su alcance, para estar lo mejor preparado posible, cuando llegue el momento.
En esta época contrae matrimonio en Arroyo Blanco con Natividad Luna Sánchez, el 2 de julio de 1883, de esta unión resultaron 4 hijos: Adolfo, Leonor, José Joaquín y María Luisa. En este período fue encarcelado en varias ocasiones, en una de ellas acusado junto a su padre de dar muerte a un "leal" de la metrópolis y por estar colaborando con el movimiento conspirativo.

## Guerra Necesaria
El 15 de junio de 1895 Tello se incorpora al movimiento insurreccional, bajo las órdenes del Brigadier Joaquín Castillo, siendo destinado al primer escuadrón de Regimiento Martí, bajo el mando el valiente Comandante Pío Cervantes. 
El primer encuentro en que tomó parte fue el de San José el 22 de junio. Por su estricto cumplimiento de deber, es ascendido a capitán el 19 de agosto de 1895 y el 11 de octubre del propio año a comandante.
En carta enviada por Serafín a su esposa Josefa Pina Marín con fecha 16 de febrero de 1896 expresa:
 Tello pelea todos los días con su escuadrón en Jatibonico del Norte, Jobisí, Arroyo Blanco...
El 26 de julio de 1896 José Joaquín participa en el ataque y ocupación del poblado de Arroyo Blanco, por parte de las fuerzas insurrectas, donde se destacó por su arrojo y valentía logrando penetrar en el poblado al frente de un puñado de hombres de su regimiento, este éxito obtenido por él, quedó grabado por siempre en la mente de todos los pobladores.
El 18 de diciembre de 1897 ostentando el grado de coronel, inicia nuevas operaciones, donde asume el mando de la Brigada de Sancti Spíritus, es un hombre de acción, valiente, modesto y goza de un sólido prestigio militar, entre los compañeros de Las Villas, termina la guerra con los grados de Brigadier.

## Últimos años y muerte
Ya en la República, tomó parte activa en las guerras civiles de 1906 y 1917, donde es ascendido a Mayor General.
Tello Sánchez fue una persona muy querida y estimada en Sancti Spíritus, contaba con la más alta admiración y respeto del pueblo, sirviendo a su patria hasta el fin de sus días. 
Falleció en Sancti Spíritus a los 83 años de edad, el 19 de diciembre de 1939.
Por sus méritos en la lucha independentista, por su lealtad a Cuba, su recuerdo es un llamado perenne a la lucha, es un símbolo de cubanía, un reto al cumplimiento de deber.